# 홍진희
홍진희(1962년 7월 6일 ~ )는 대한민국의 배우이다.

## 주요 이력
1981년 연극배우 첫 데뷔 후 1982년 MBC 14기 공채 탤런트로 정식 데뷔하였다.

## 출연작

### TV 드라마
- 1983년 MBC 대하드라마 《조선 왕조 오백년》
- 1983년 MBC 반공드라마 《3840 유격대》
- 1983년 MBC 스포츠드라마 《갈채》
- 1986년 MBC 주간단막극 《베스트셀러극장》
- 1988년 KBS 주간단막극 《드라마 게임》
- 1989년 MBC 미니시리즈 《철새》
- 1991년 SBS 아침드라마 《고독의 문》
- 1994년 MBC 주말연속극 《서울의 달》
- 1994년 MBC 일요아침드라마 《짝》
- 1998년 MBC 드라마 《여자 대 여자》
- 2001년 MBC 드라마 《상도》
- 2001년 SBS 드라마 스페셜 《로펌》
- 2002년 SBS 설날특집드라마 《화투》
- 2013년 KBS 일일드라마 《지성이면 감천》
- 2024년 KBS2 월화 미니시리즈 《함부로 대해줘》

### 영화
- 2011년 영화 《써니》

### TV 예능
- 1996년 MBC 《토요일 토요일은 즐거워 - 슈퍼 여캅스》
- 2015년 SBS 《불타는 청춘》

### CF
- 1995년 로제화장품 로제환희아쿠아에센스마사지
- 1997년 CJ제일제당 햇반
- 1998년 한독 바크로비

## 수상 내역
- 1981년 MBC 창사 20주년 기념 《미스 MBC》 장려상